# سعیده، الجزایر
شهر سعیده (به عربی: سعیدة) مرکز استان سعیده واقع در شمال غربی کشور الجزایر که در سال ۱۹۹۸ میلادی ۱۱۰٫۸۶۵ نفر جمعیت داشته و جمعیت آن در سال ۲۰۰۵ میلادی به ۱۳۶٫۸۵۶ نفر رسیده‌است.